# Svjetsko prvenstvo u rukometu za igrače do 19 godina – Bahrein 2007.
Svjetsko prvenstvo u rukometu za igrače do 19 godina održalo se u Bahreinu 2007. godine od 26. srpnja do 3. kolovoza. Natjecalo se 16 momčadi iz 5 konfederacija. Igralo se u dvjema dvoranama u jednom gradu domaćinu. Odigrano je 50 utakmica i postignuto 3006 pogodaka.

## Momčadi i sastavi
Nastupile su momčadi Alžira, Argentine, Australije, Bahraina, Brazila, Hrvatske, Danske, Egipta, Irana, Južne Koreje, Maroka, Poljske, Katara, Španjolske, Švedske i Tunisa.

## Poredak
| Mjesto | Momčad       |
| ------ | ------------ |
|        | Danska       |
|        | Hrvatska     |
|        | Švedska      |
| 4      | Argentina    |
| 5      | Egipat       |
| 6      | Poljska      |
| 7      | Španjolska   |
| 8      | Bahrein      |
| 9      | Brazil       |
| 10     | Katar        |
| 11     | Južna Koreja |
| 12     | Iran         |
| 13     | Tunis        |
| 14     | Alžir        |
| 15     | Maroko       |
| 16     | Australija   |